# Canaan (Vermont, CDP)
Canaan ist ein Census-designated place im Essex County des Bundesstaates Vermont in den Vereinigten Staaten. Bei der Volkszählung von 2020 lebten im CDP Canaan 393 Personen. Der CDP Canaan umfasst das Siedlungsgebiet in der Town Canaan am Connecticut River. Er ist Teil der Berlin Micropolitan Statistical Area.

## Geschichte
Als Siedlungsgebiet der Town Canaan betraf der Grant für Canaan vom 25. Februar 1782, der durch die Vermont Republic an John Wheeler, Jonathan und Araad Hunt und 41 weitere vergeben wurde, auch das heutige CDP mit dem Village am Connecticut River. Die Besiedlung der Town startete im Jahr 1785. Die Grenze zu Kanada und zu New Hampshire wurde im Jahr 1925 verbindlich festgelegt. Bis dahin gab es gelegentliche Scharmützel an den Grenzen. Am New Hampshire Ufer des Connecticut Rivers befindet sich die Siedlung West Stewartstown